# Ferrovia Pontebbana
La ferrovia Pontebbana è una linea ferroviaria italiana che collega Udine a Tarvisio. Prende il nome dal paese di Pontebba nei pressi del quale era ubicato il vecchio confine tra Italia e Impero austro-ungarico, nei primi trent'anni di esercizio.

## Storia

### Prodromi
Negli anni cinquanta del XIX secolo, nell'impero austriaco si studiò la possibilità di costruire una linea ferroviaria che da Bruck an der Mur, posta sulla Ferrovia Meridionale, passasse per Villaco, Tarvisio e Udine allo scopo di agevolare i collegamenti fra Vienna e Venezia. La Venezia-Udine, completata nel 1860, fu costruita anche seguendo quell'obiettivo.
Nel 1864, Villaco fu congiunta alla linea Meridionale tramite la ferrovia per Marburgo (poi Maribor). Si prevedeva di proseguire quest'ultima linea per arrivare a Fortezza sulla ferrovia del Brennero, inoltre si pensava di congiungere la città carinziana a Leoben e da lì a Bruck an der Mur, tramite la progettanda Rudolfiana. In questo contesto, si studiò quindi la possibilità di creare un collegamento fra Vienna e Trieste che fosse alternativo alla linea del Semmering e che potesse essere impiegato anche per un tragitto fra Innsbruck e il porto triestino. Si presentarono due progetti:
- la linea di Udine (in tedesco, Udine-Bahn), che avrebbe valicato lo spartiacque Alpino presso la Sella di Camporosso per poi scendere a Udine e connettersi a Monfalcone grazie ad una nuova strada ferrata passante per Cervignano;
- la linea del Predil (in tedesco, Predil-Bahn), che avrebbe valicato lo spartiacque presso il Passo del Predil e si sarebbe connessa alla Udine-Trieste all'altezza di Gorizia.

Con il passaggio delle province venete e di quella di Udine all'Italia dopo la terza guerra di indipendenza, il progetto della Udine-Bahn fu momentaneamente accantonato a favore della Predil-Bahn.

### La costruzione
| Tratto                   | Attivazione       | Attivazione |
| ------------------------ | ----------------- | ----------- |
| Udine-Gemona del Friuli  | 15 novembre 1875  |             |
| Gemona del Friuli-Carnia | 18 dicembre 1876  |             |
| Carnia-Resiutta          | 7 maggio 1877     |             |
| Resiutta-Chiusaforte     | 12 settembre 1878 |             |
| Chiusaforte-Pontebba     | 25 luglio 1879    |             |
| Pontebba-Tarvisio        | 11 ottobre 1879   |             |
| Manuale                  |                   |             |

Su impulso della Società per le Ferrovie dell'Alta Italia (SFAI), la quale apparteneva agli stessi azionisti della società ferroviaria Südbahn (esercente la Meridionale e la parte austriaca della Udine-Trieste), l'Italia e l'Impero austro-ungarico si accordarono per la costruzione di una linea ferroviaria fra Udine e Tarvisio. Questa ferrovia avrebbe seguito il tracciato della Udine-Bahn, passando per Gemona del Friuli e Pontebba nei cui pressi si sarebbe situato il valico di confine.
La costruzione della linea ferroviaria fu affidata alla SFAI nel tratto italiano e alla k.k.p. Kronprinz Rudolf Bahn (KRB), che già eserciva la Rodolfiana, in quello austriaco.
Il tracciato completo della linea ferroviaria fu inaugurato il 30 ottobre 1879. Tra il 1875 e il 1879 furono aperti diversi tronchi in successione. Il 15 novembre del 1875 fu aperto il tratto tra Udine e Gemona del Friuli, mentre la stazione per la Carnia fu raggiunta il 18 dicembre dell'anno successivo. Fu poi la volta di Resiutta, raggiunta il 17 maggio 1877, e di Chiusaforte, il 14 marzo dell'anno successivo. Il 25 luglio 1879 fu aperto il tronco Chiusaforte Pontebba, mentre la sezione austriaca fu avviata all'esercizio l'11 ottobre dello stesso anno.

### Primi anni d'esercizio
Nel 1884, lo stato austro-ungarico nazionalizzò le linee della KRB per cui l'esercizio della parte austriaca della ferrovia passò alla ferrovie imperiali dello stato austriaco (KkStb).
L'anno successivo, a seguito della Convenzione ferroviaria del 1885, la sezione italiana entrò a far parte della Rete Adriatica, esercita dalla Società Italiana per le Strade Ferrate Meridionali.
Nel 1905, l'esercizio della stessa fu rilevato dalle Ferrovie dello Stato.

### Il primo dopoguerra
Nel 1919, il trattato di Saint Germain stabiliva il confine fra Italia e Austria oltre lo spartiacque alpino, presso Tarvisio. La stazione di questa località, denominata inizialmente Tarvisio Sobborghi e poi Tarvisio Centrale, divenne stazione internazionale e il tratto Pontafel-Tarvisio passò alle Ferrovie dello Stato. Dopo l'8 settembre, la stazione di Confine fu abolita e a partire dal 1944 la linea sarà l'unico collegamento con la Germania e vedrà il passaggio di tutti i treni di prigionieri diretti ai campi di sterminio nonché i rifornimenti. Infatti a partire dal gennaio 1944 tutte le linee dirette ferroviarie verranno bombardate, tranne la Pontebbana, in quanto alcuni ponti chiave (Dogna e Muro) erano di difficile bersaglio.

### Il secondo dopoguerra
Negli anni sessanta del XX secolo la linea fu interessata da lavori di potenziamento; in particolare vennero eretti i nuovi fabbricati viaggiatori nelle stazioni di Tarvisio Centrale e Pontebba, e in quest'ultima il fascio merci venne ampliato fino a raddoppiarne la capacità. I nuovi impianti furono inaugurati nel novembre 1969.

## Caratteristiche
La ferrovia è esercita da Rete Ferroviaria Italiana che la classifica come linea fondamentale. Tale importanza è dovuta al ruolo di collegamento fra Italia e Austria, dato che a Tarvisio Boscoverde si connette alla ferrovia Rodolfiana permettendo collegamenti verso Villaco, Klagenfurt, Vienna e Linz.
La linea è a doppio binario dal Posto di Movimento Vat (P.M. Vat) a Tarvisio Boscoverde, mentre è a semplice binario nel breve tratto iniziale. L'elettrificazione è a 3.000 volt a corrente continua.  Lo scartamento adottato è quello ordinario da 1.435 mm.
La pendenza massima presente nel percorso Udine-Tarvisio Boscoverde è raggiunta nella galleria San Leopoldo ed è 14,73‰. Nella galleria Leila, che si trova al confine tra Austria e Italia viene raggiunta la pendenza massima dell'intero tracciato che è di 20,40‰.
A partire dal 2000 ha subito un profondo cambiamento grazie all'apertura della nuova tratta da Carnia a Tarvisio, di cui buona parte in galleria, che ha portato alla soppressione della vecchia linea, a semplice binario e dal percorso tortuoso, con tutte le sue stazioni. L'unico tracciato preservato dalla nuova linea è quello della stazione di Pontebba.
Il tronco PM Vat-Tarvisio Boscoverde, inoltre, è dotato di SCC, per cui la circolazione è regolata dal Dirigente Centrale Operativo di Venezia Mestre. Il tratto P.M. Vat-Udine è regolato dal Dirigente Centrale, sempre di Venezia Mestre.
La linea si congiunge con altre linee alle due estremità (Tarvisio e Udine), nonché a Gemona del Friuli, da cui si dirama la linea per Sacile.

### Percorso
| Continuation backward |

| Unknown route-map component "GRZq" | Unknown route-map component "GRZq" + Restricted border on track | Unknown route-map component "GRZq" |

| 401+045 |
| 94+250  |

| Unknown route-map component "exSTRc2" | Unknown route-map component "eABZg3" |  |

| Unknown route-map component "exSTR+1" | Unknown route-map component "tSTRa" + Unknown route-map component "exSTRc4" |  |

| Unknown route-map component "exSTR" | Unknown route-map component "tSTRe" |  |

| Unknown route-map component "exTUNNEL2" | Straight track |  |

| Unknown route-map component "exTUNNEL2" | Straight track |  |

| Unknown route-map component "exSTR" | Unknown route-map component "eABZg+l" | Unknown route-map component "exCONTfq" |

| Unknown route-map component "exSTR" | Unknown route-map component "BHF+GRZq" |  |

| Unknown route-map component "exBHF" + Unknown route-map component "exGRZq" | Straight track |  |

| Unknown route-map component "exABZgl+l" | Unknown route-map component "eABZgr" |  |

| Unknown route-map component "exSTR" | Unknown route-map component "eBHF" |  |

| Unknown route-map component "exSTR" | Unknown route-map component "tSTRa" |  |

| Unknown route-map component "exHST" | Unknown route-map component "tSTR" |  |

| Unknown route-map component "exSTR" | Unknown route-map component "tSTRe" |  |

| Unknown route-map component "exSTR" | Unknown route-map component "tSTRa" |  |

| Unknown route-map component "exBHF" | Unknown route-map component "tSTR" |  |

| Unknown route-map component "exHST" | Unknown route-map component "tSTR" |  |

| Unknown route-map component "exSTR2" | Unknown route-map component "tSTRe" + Unknown route-map component "exSTRc3" |  |

| Unknown route-map component "exSTRc1" | Unknown route-map component "eABZg+4" |  |

|  | Station on track | Unknown route-map component "lGIPr" |

|  | Unknown route-map component "eABZg2" | Unknown route-map component "exSTRc3" |

|  | Unknown route-map component "tSTRa" + Unknown route-map component "exSTRc1" | Unknown route-map component "exSTR+4" |

|  | Unknown route-map component "tSTR" | Unknown route-map component "exBHF" |

|  | Unknown route-map component "tSTR" | Unknown route-map component "exHST" |

|  | Unknown route-map component "tSTRe" | Unknown route-map component "exSTR" |

|  | Unknown route-map component "eHST" | Unknown route-map component "exSTR" |

|  | Unknown route-map component "tSTRa" | Unknown route-map component "exSTR" |

|  | Unknown route-map component "tSTR" | Unknown route-map component "exBHF" |

|  | Unknown route-map component "tSTR" | Unknown route-map component "exBHF" |

|  | Unknown route-map component "tSTRe" + Unknown route-map component "exSTRc2" | Unknown route-map component "exSTR3" |

|  | Unknown route-map component "eABZg+1" | Unknown route-map component "exSTRc4" |

| Station on track |

| Unknown route-map component "WCONTfaq" + Unknown route-map component "exGRZq" | Unknown route-map component "hKRZWae" + Unknown route-map component "exGRZq" + Unknown route-map component "exlZOLL" | Unknown route-map component "WCONTgeq" + Unknown route-map component "exGRZq" |

| Unknown route-map component "eDST" |

|  | Unknown route-map component "eABZg2" | Unknown route-map component "exSTRc3" |

|  | Unknown route-map component "tSTRa" + Unknown route-map component "exSTRc1" | Unknown route-map component "exSTR+4" |

|  | Unknown route-map component "tSTR" | Unknown route-map component "exBHF" |

|  | Unknown route-map component "tSTRe" | Unknown route-map component "exSTR" |

|  | Unknown route-map component "tSTRa" | Unknown route-map component "exSTR" |

|  | Unknown route-map component "tSTR" | Unknown route-map component "exHST" |

|  | Unknown route-map component "tSTR" | Unknown route-map component "exhKRZWae" |

|  | Unknown route-map component "tSTR" | Unknown route-map component "exBHF" |

|  | Unknown route-map component "tSTR" | Unknown route-map component "exBHF" |

|  | Unknown route-map component "tSTR" | Unknown route-map component "exDST" |

|  | Unknown route-map component "tSTR" | Unknown route-map component "exBHF" |

|  | Unknown route-map component "tSTRe" | Unknown route-map component "exSTR" |

|  | Track change | Unknown route-map component "exSTR" |

|  | Unknown route-map component "tSTRa" | Unknown route-map component "exSTR" |

|  | Unknown route-map component "tSTR" | Unknown route-map component "exBHF" |

|  | Unknown route-map component "tSTRe" + Unknown route-map component "exSTRc2" | Unknown route-map component "exSTR3" |

|  | Unknown route-map component "eABZg+1" | Unknown route-map component "exSTRc4" |

| Unknown route-map component "exCONTgq" | Unknown route-map component "eABZg+r" |  |

| Station on track |

| Unknown route-map component "exKRW+l" | Unknown route-map component "eKRWgr" |  |

| Unknown route-map component "exSTRl" | Unknown route-map component "eKRZ" | Unknown route-map component "exSTR+r" |

|  | Stop on track | Unknown route-map component "exBHF" |

| Unknown route-map component "exSTR+l" | Unknown route-map component "eKRZ" | Unknown route-map component "exSTRr" |

| Unknown route-map component "exHST" | Enter and exit tunnel |  |

| Unknown route-map component "exKRWl" | Unknown route-map component "eKRWg+r" |  |

| Station on track |

| Unknown route-map component "CONTgq" | Unknown route-map component "ABZgr" |  |

| Unknown route-map component "exKRW+l" | Unknown route-map component "eKRWgr" |  |

| Unknown route-map component "exSTR" | Unknown route-map component "SKRZ-Bo" |  |

| Unknown route-map component "exKRWl" | Unknown route-map component "eKRWg+r" |  |

| Unknown route-map component "HSTeBHF" |

| Unknown route-map component "exKRW+l" | Unknown route-map component "eKRWgr" |  |

| Unknown route-map component "exSTR" | Unknown route-map component "SKRZ-Bo" |  |

| Unknown route-map component "exKRWl" | Unknown route-map component "eKRWg+r" |  |

| Station on track |

| Unknown route-map component "uexCONTgq" | Unknown route-map component "emKRZu" | Unknown route-map component "uexCONTfq" |

| Unknown route-map component "exKRW+l" | Unknown route-map component "eKRWgr" |  |

| Unknown route-map component "exBHF" | Straight track |  |

| Unknown route-map component "exSTR" | Enter and exit tunnel |  |

| Unknown route-map component "exKRWl" | Unknown route-map component "eKRWg+r" |  |

| Unknown route-map component "eHST" |

| Stop on track |

| Unknown route-map component "HSTeBHF" + Unknown route-map component "exlHST" |

| Non-passenger station/depot on track |

|  | Unknown route-map component "ABZgl" | Unknown route-map component "CONTfq" |

| Unknown route-map component "exCONTgq" | Unknown route-map component "eABZg+r" |  |

|  | Unknown route-map component "d" | Unknown route-map component "ABZg+l" | Unknown route-map component "SPLaq" | Unknown route-map component "dvCONTfq" |

| Unknown route-map component "uexdCONTgq" | Unknown route-map component "uexKBHFeq" | Station on track |  | Unknown route-map component "d" |

|  | Unknown route-map component "ABZgl" | Unknown route-map component "CONTfq" |

| Continuation forward |

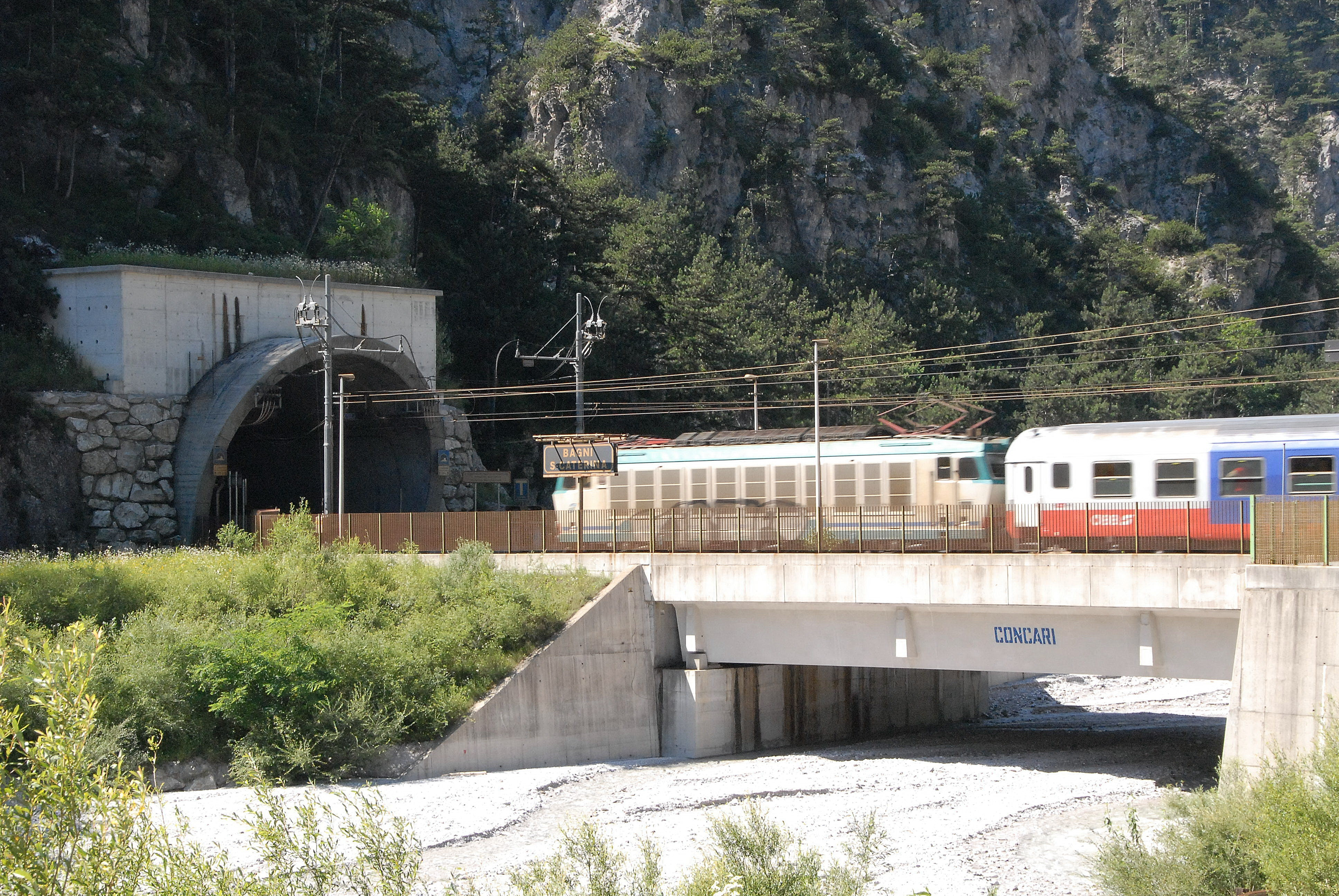
Un convoglio in transito a Bagni Santa Caterina sulla nuova linea

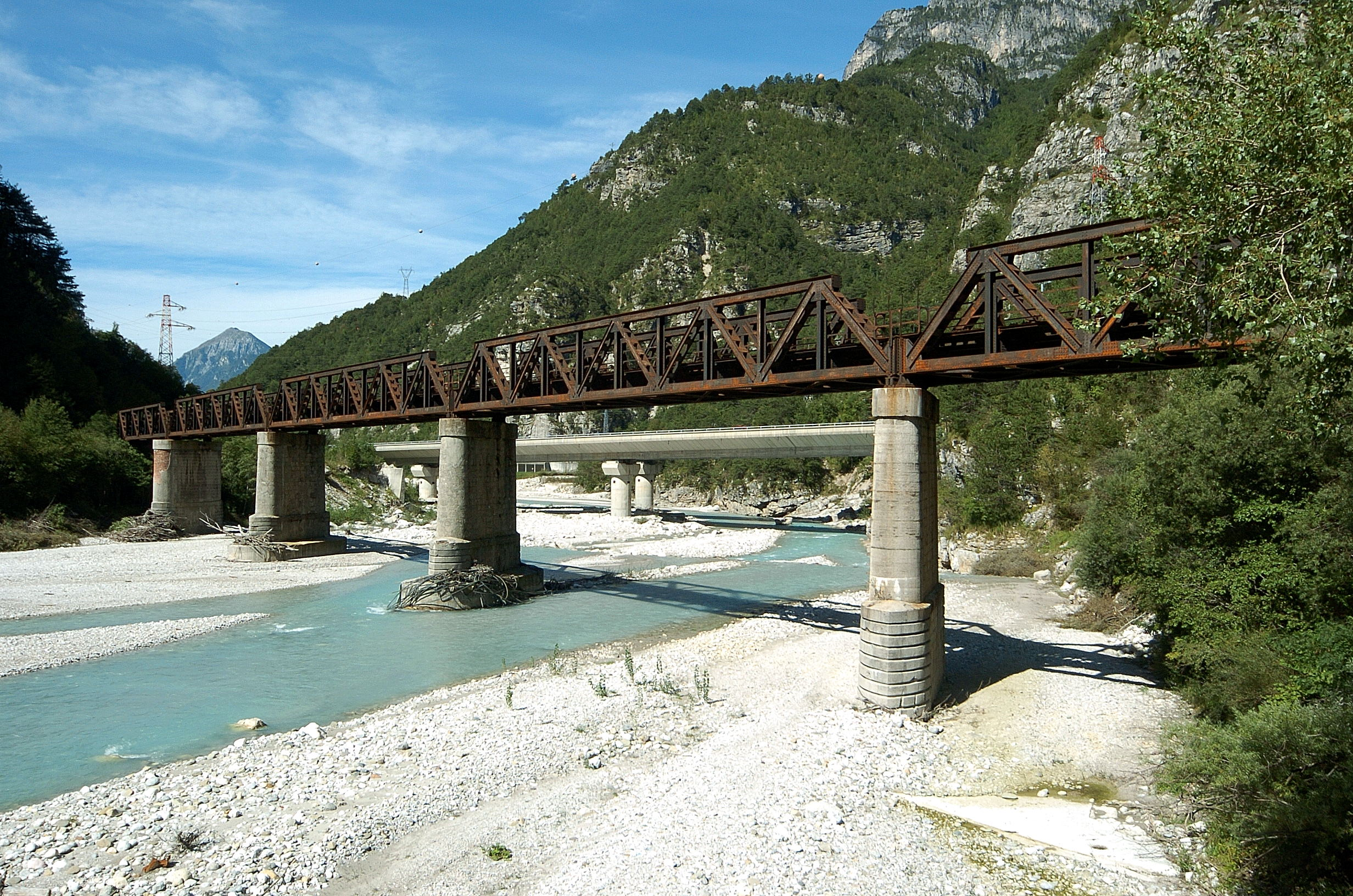
Ponte di Ponteperaria della vecchia ferrovia vicino a Chiusaforte

Da Udine a Carnia la ferrovia segue sostanzialmente lo stesso tracciato esistente fino al 1995, mentre da Carnia a Tarvisio esso è stato completamente modificato, coincidendo con quello vecchio presso la stazione di Pontebba.
Nella prima di tali sezioni si registra la variante, realizzata nel 1985, nella zona di Tricesimo, che ha portato all'abbandono della precedente omonima stazione in favore della più vicina fermata di Tricesimo-San Pelagio. Il raddoppio del binario nel tratto a nord di tale variante comportò, fra l'altro, la demolizione dell'opera di sovrappasso della tranvia elettrica Udine-Tarcento. Tra Gemona del Friuli e Carnia fu realizzata una variante di tracciato nel 1992, che ha sostituito le fermate di Gemona-Ospedaletto (già dismessa nel 1962) e Venzone (sostituita dalla nuova).
Da Carnia la ferrovia percorre un breve viadotto rettilineo entrando successivamente nella galleria Campiolo-Palis, alla cui uscita segue un brevissimo viadotto e una seconda galleria, posizionata sotto il monte Zuc dal Bor, il cui sbocco si trova nei pressi di Pontebba.
Presso lo scalo di Pontebba sono presenti i resti degli edifici della grande dogana merci, in uso fino all'entrata in vigore degli accordi europei entrati in vigore nel 1993. Il piano del ferro è stato ridotto a quattro binari, di cui tre riservati al servizio viaggiatori.
Da Pontebba il tracciato ritorna in galleria e sbuca presso il mai attivato Posto di Comunicazione di Bagni Santa Caterina, attivato solamente come fermata e dismessa dal 2003. La ferrovia rientra di nuovo in galleria fino alla stazione di Ugovizza-Valbruna, la quale sostituisce le precedenti Ugovizza e Valbruna, trovandosi però distante da entrambi i paesi. Il tracciato in galleria tra Pontebba e la fermata di Ugovizza-Valbruna segue una sorta di "M", uscendo allo scoperto solo sulla "metà" della M, presso Bagni S. Caterina.
Dopo Ugovizza-Valbruna, la linea entra di nuovo in galleria aggirando gli abitati di Camporosso e Tarvisio e sbuca nella nuova stazione di Tarvisio Boscoverde. Quest'impianto è attivo dal 2000 in sostituzione della precedente Tarvisio Centrale, situata parallelamente alla prima, a circa 500 metri di distanza in linea d'aria. La fermata di Tarvisio Città, che sorgeva in posizione più favorevole per servire l'abitato, non è stata ripristinata, dato che la ferrovia passa tutta in galleria nella zona di Tarvisio. Dopo Tarvisio Boscoverde, la linea si immette sulla Rudolfiana per valicare il confine con l'Austria e dirigersi verso Villaco.
La vecchia linea seguiva, invece, il corso del fiume Fella. Era dotata di molti viadotti e ponti di notevole interesse paesaggistico e costeggiava tutti i paesi lungo il corso del fiume. È stata smantellata perché soggetta a frane, allagamenti e alluvioni e perché essendo a binario unico, non era più sufficiente al traffico merci che si era andato sviluppando.
Al 2009 è rimasto solo un breve tratto a binario unico, tra la stazione di Udine e il PM Vat, lungo circa due chilometri; da quest'ultimo si dirama in direzione sud la linea di circonvallazione di Udine, che consente il transito dei treni merci verso le linee di Cervignano e Gorizia, senza entrare nella stazione viaggiatori di Udine.

### Infrastrutture delle tratte dismesse
- Ponte in pietra dei Rivoli Bianchi: situato tra Venzone e Gemona del Friuli e parzialmente in curva, è composto da numerose arcate ed è il più lungo ponte in pietra della tratta dismessa.
- Galleria artificiale di Moggio: posta tra Moggio e Carnia e parzialmente in curva, è la più lunga delle gallerie artificiali di tutta la linea[senza fonte], era stata costruita per proteggere la linea in un punto particolarmente soggetto a frane e accumuli di neve.
- Ponte in ferro di Ponteperaria: situato tra Resiutta e Chiusaforte, è composto da cinque campate in ferro ed è lungo circa 375 metri.
- Colonne idriche di rifornimento per le locomotive a vapore: situate presso la stazione di Chiusaforte e costruite nel 1915, servivano per il rifornimento delle locomotive a vapore.
- Ponte in ferro di Chiusaforte: situata tra Chiusaforte e Dogna, è composto da due campate in ferro per una lunghezza di circa 150 m[senza fonte].
- Ponte in cemento di Dogna: situato tra Dogna e Pietratagliata, è composto da cinque campate in cemento ed è lungo circa 400 metri. Costruito nei primi anni settanta (inaugurato il 27 maggio 1975), in sostituzione di quello in ferro, crollato in seguito a un'alluvione il 15 settembre 1968, il pilone crollato (in cemento) venne sostituito 68 giorni dopo, da una struttura in ferro a cura del I Battaglione Genio Ferrovieri di stanza a Castelmaggiore (BO). Sino al 27 maggio 1975 i treni percorsero il vecchio ponte a velocità fortemente ridotta.
- Ponte in ferro di Muro o Ponte di Muro: situato tra Dogna e Pietratagliata, è composto da una campata in ferro ad arco rovesciato, lunga circa 72 m, e da due  coppie di arcate in pietra alle estremità, di lunghezza pari a quarantadue metri; merita ricordare che, all'inaugurazione del tratto di ferrovia comprendente questo ponte, la campata centrale metallica non era ancora ultimata e i treni lo attraversavano a velocità ridotta fruendo di un'impalcatura provvisoria in legno: la campata metallica fu quindi ultimata successivamente all'inaugurazione del tronco Chiusaforte-Pontebba, con la ferrovia già in esercizio; risulta essere il ponte dalla quota altimetrica più elevata tra le tratte dismesse[senza fonte].
- Galleria San Rocco: situata tra Pietratagliata e Pontebba, con 629 metri è la seconda più lunga della tratta dismessa (la più lunga, Cinque Rivi, di 943 m. si trova fra le stazioni di Moggio e Resiutta). Dal lato di Pontebba è sovrastata dallo stemma in pietra della casata dei Savoia, alto oltre due metri.
- Galleria Coccau grande: situata tra Tarvisio Centrale e il confine Italia - Austria è lunga 517 metri e risulta essera la terza per lunghezza della tratta dismessa, ma siccome questo tratto nasce come "ferrovia del principe Rodolfo" Amstetten-Tarvisio-Lubiana era la più lunga di questa linea.

## Traffico

### Merci
Il traffico merci è intenso; in particolare, i treni provenienti dall'Austria proseguono verso il porto di Trieste oppure in direzione Venezia.

### Passeggeri
Il servizio regionale è coperto da alcune corse Trenitalia tra Tarvisio Boscoverde e Udine nonché da due coppie di corse della relazione transfrontaliera Udine – Villach Hauptbahnhof, espletate da una collaborazione tra la FUC, che fornisce il materiale di trazione, e la ÖBB che provvede a quello passeggeri, nell'ambito del Servizio Micotra..
Sono inoltre presenti vari collegamenti internazionali (effettuati da ÖBB con l'impiego di proprio materiale rotabile, mentre il personale di condotta e trazione sul territorio italiano è di Trenord per i treni EC/EN e Trenitalia per i treni EN 234/235):
- due coppie di Eurocity effettuati con materiale railjet (131-130 e 133-132) tra Venezia Santa Lucia e Wien Hauptbahnhof, che non effettuano servizio viaggiatori all'interno del territorio italiano ma solo da/per l'Austria;
- una coppia di Euronight (236/237) tra Venezia Santa Lucia e Wien Hauptbahnhof;
- una coppia di Euronight tra Livorno Centrale/Firenze Santa Maria Novella e Wien Hauptbahnhof, con prosecuzione per München Hauptbahnhof;
- una coppia di Euronight (234/235) tra Roma Termini/Milano Centrale e Wien Hauptbahnhof.

Inoltre le ÖBB mantengono anche un autoservizio, denominato Intercitybus, che collega la stazione di Venezia Mestre e quella di Udine a Klagenfurt Hauptbahnhof e a Villach Hauptbahnhof. Presso quest'ultima città il servizio è in coincidenza con i treni aventi destinazione Salisburgo e Vienna.
In precedenza il numero di collegamenti internazionali era maggiore: infatti nel 2009 fu soppresso l'Eurocity Allegro Johann Strauss, che collegava Venezia Santa Lucia a Vienna Südbahnhof, il quale era l'ultimo collegamento diurno fra Italia e Austria che utilizzava la Pontebbana. Allo scopo di ripristinare una relazione diurna tra il Friuli-Venezia Giulia e la Carinzia, le due amministrazioni locali attivarono tre anni dopo un servizio sperimentale fra la stazione di Udine e quella di Villach Hauptbahnhof denominato "Miglioramento dei collegamenti transfrontalieri di trasporto pubblico" (Mi.Co.Tra.). Poi, con il cambio orario del 15 dicembre 2013, venne ripristinata da ÖBB la coppia diurna di EuroCity sulla relazione Venezia Santa Lucia-Vienna. A partire dal cambio orario del 10 dicembre 2017 è stata reintrodotta la seconda coppia di EuroCity tra Venezia e Vienna.

### Fonti
1. 1 2  (DE) Elmar Oberegger, Udine-Bahn, su Eisenbahnngeschichte Alpen-Donau-Adria, Elmar Oberegger, 2006. URL consultato il 19 luglio 2009 (archiviato dall'url originale il 18 aprile 2010).
2. ↑   La ferrovia della Pontebba, in L'illustrazione italiana, 1879.
3. ↑   Ufficio Centrale di Statistica delle Ferrovie dello Stato, Prospetto cronologico dei tratti di ferrovia aperti all'esercizio dal 1839 al 31 dicembre 1926, su Trenidicarta.it, Alessandro Tuzza, 1927. URL consultato il 19 luglio 2009.
4. ↑  Legge 27 aprile 1885, n. 3048 "per l'esercizio delle reti mediterranea, adriatica e sicula e per l'esercizio delle strade ferrate complementari".
5. ↑  Giulio Roselli, Potenziamento della Pontebbana, in Italmodel Ferrovie n. 152 (luglio-agosto 1970), pp. 5007-5012
6. ↑   RFI - Rete in esercizio (PDF), su rfi.it. URL consultato il 19 luglio 2009 (archiviato dall'url originale il 22 febbraio 2012).
7. ↑  Fascicolo Linee 62, p. 67.
8. ↑  RFI - CC TS 7/2003
9. ↑  Ordine di Servizio n. 99 del 1948
10. ↑  Azienda autonoma delle ferrovie dello Stato, Relazione per l'anno finanziario 1955-56, 1957.
11. ↑  RFI - CT TS 4/2025
12. 1 2 3  La situazione della vecchia Pontebbana da Udine ad Arnoldstein settembre 2005
13. ↑  Ordine di Servizio n. 31 del 1950
14. ↑  Ordine di Servizio n. 62 del 1962
15. ↑   Progetto MI.CO.TRA - Miglioramento dei Collegamenti transfrontalieri di Trasporto pubblico, su Regione Autonoma del Friuli-Venezia Giulia, 29 maggio 2012. URL consultato il 17 luglio 2012 (archiviato dall'url originale il 17 dicembre 2012).
16. 1 2   Renato Foltran, Ritorna l'EC Venezia - Vienna, in FOL News, 23 dicembre 2013. URL consultato il 24 dicembre 2013.
17. 1 2   OBB Italia, Ferrovie austriache: ÖBB InterCity, su obb-italia.com. URL consultato il 24 dicembre 2013 (archiviato dall'url originale il 24 dicembre 2013).
18. ↑   OBB Italia, Ferrovie austriache: Treni notturni ÖBB, su obb-italia.com. URL consultato il 25 dicembre 2013 (archiviato dall'url originale il 25 dicembre 2013).
19. ↑   ÖBB-Italia, Ferrovie austriache: ÖBB Intercitybus, su obb-italia.com. URL consultato il 25 dicembre 2013 (archiviato dall'url originale il 25 dicembre 2013).
20. ↑   Claudio Canton, Considerazioni sul nuovo orario, in Il Tender, vol. 55, dicembre 2009,  p. 4.
21. ↑   Giancarlo Scolari, Tra Udine e Villach con Micotra, in Ferrovie On Line, 2 giugno 2012. URL consultato il 10 giugno 2012.
22. ↑   Alessandra Ceschia, Il treno avvicina Udine e Austria, in Messaggero Veneto, 10 giugno 2012. URL consultato il 10 giugno 2012 (archiviato dall'url originale il 15 giugno 2012).

### Annotazioni
1. ↑  Tronco Udine-Pontebba (1879-1885)
2. ↑  Tronco Pontafel-Tarvisio (1879-1884)
3. ↑  Tronco Pontafel-Tarvisio (1884-1919)
4. ↑  Tronco Udine-Pontebba (1885-1905)
5. ↑  Sul torrente Pontebbana